# Malacosaccus pedunculatus
Malacosaccus pedunculatus är en svampdjursart som beskrevs av Topsent 1910. Malacosaccus pedunculatus ingår i släktet Malacosaccus och familjen Euplectellidae. Inga underarter finns listade i Catalogue of Life.